# Pyramide de Khouit II
La  pyramide de Khouit II est située au nord-est de la pyramide du pharaon Téti, dont elle fut l'une des grandes épouses royales. Elle fait partie intégrante de la nécropole bâtie à l'époque de Téti autour de son complexe pyramidal à Saqqarah.
Elle a été découverte par Victor Loret qui fouilla la nécropole de la pyramide de Téti entre 1897 et 1899 puis fut à nouveau explorée près d'un siècle plus tard par Vito Maragioglio et Celeste Rinaldi. En raison de son état de ruine les conclusions de ces premières explorations étaient alors qu'il s'agissait d'un mastaba.
Depuis, oubliée et disparue à nouveau sous les sables, elle n'a été remise au jour qu'en 1995 lors de fouilles plus exhaustives menées par le Conseil suprême des Antiquités égyptiennes et dirigées alors par Zahi Hawass, révélant que le monument avait bien été conçu comme une pyramide.

## Le complexe funéraire
La pyramide occupait le centre d'un petit complexe funéraire dédié à la reine et dont les fouilles ont révélé un péribole, ainsi qu'un petit temple funéraire accolé à l'est de la pyramide. 
L'accès au complexe se faisait par le sud-est de l'enceinte et distribuait un plan en « L » inversé. La partie d'accueil du temple devait se développer sur la face sud de la pyramide de la reine, mais son état de ruine complète ne permet pas d'en établir le plan précis. On peut raisonnablement restituer au moins une cour cérémonielle destinée à la présentation des offrandes quotidiennes nécessaires pour assurer le culte funéraire de la défunte, ainsi que des magasins pour les stocker.
La partie réservée au culte était développée sur un axe nord-sud contre la face est de la pyramide. Constituée d'une salle à trois niches et d'une salle abritant la stèle fausse porte de la reine avec une table d'offrandes indiquant les titres et le nom de la reine, elle comportait également trois magasins dont la fonction était d'abriter le matériel du culte. Un corridor partant de la salle aux trois niches longeait le sanctuaire vers le nord et débouchait sur le péribole de la pyramide.
Des vestiges de décorations murales représentant les traditionnels défilés de porteurs d'offrandes ont été retrouvés dans les parties d'accueil du temple ainsi que des scènes de la vie idéale que la défunte devait mener dans l'au-delà en compagnie de son époux devenu un nouveau dieu. Les scènes couvrant les murs du sanctuaire, associaient la reine au culte de la déesse Hathor en compagnie de laquelle Khouit est représentée.
Les restes du programme décoratif du temple funéraire de Khouit II, dont certaines scènes restent inédites, permettent d'éclairer le rôle joué par cette dernière auprès du roi y compris dans le royaume d'Osiris.

## La pyramide
D'une base d'environ vingt mètres de côté, l'état du monument ne permet cependant pas d'en évaluer avec certitude le volume initial. Par comparaison avec la pyramide de la reine Ipout Ire, bâtie non loin et contemporaine, on suppose qu'elle devait atteindre les vingt mètres de hauteur. 
Sur sa face nord s'ouvrait la descenderie menant directement à la chambre funéraire située à l'aplomb de la pyramide avec à l'est de cette dernière un magasin ou serdâb, élément que l'on retrouve dans les pyramides royales de cette période.
Au moment de la fouille, la chambre  funéraire contenait encore le sarcophage externe de la reine en granite rouge d'Assouan.
Bien que l'ensemble du complexe paraisse beaucoup moins développé que d'autres pyramides de reines connues pour cette dynastie ou pour la Ve dynastie, la pyramide de Khouit n'en possède pas moins tous les éléments nécessaires au culte funéraire de la reine et son caveau apparaît comme une copie en modèle réduit et dépourvu de textes de pyramide de celui de son époux.